# Edmundo Zura
Edmundo Salomón Zura de Jesús (Pimampiro, 1º dicembre 1983) è un ex calciatore ecuadoriano, di ruolo attaccante.

## Carriera

### Club
Ha giocato nella prima divisione ecuadoriana.

### Nazionale
Tra il 2006 ed il 2009 ha totalizzato 12 presenze ed una rete con la nazionale ecuadoriana.